# 一尺屋村
一尺屋村（いっしゃくやむら）は、大分県北海部郡にあった村。
現在の大分市大字一尺屋にあたる。1955年（昭和30年）1月1日に、佐賀関町、神崎村と新設合併し、新たな佐賀関町となって消滅した。市内から隔絶された地区のためか独特のイントネーションで話す村人が多く、大分弁とは異なる響きを持つ。現在その言葉を話す方々はかなり減少した。（例　「違う」を「チゴウ」と発音）

## 地理
佐賀関半島の臼杵湾側の基部に位置しており、リアス式海岸特有の海岸から立ち上がる丘陵地を利用したミカン栽培が盛んな地区である。

## 歴史
中世には大友氏の下で大友水軍の中心となった若林氏の本拠地であった。

### 行政区域の変遷
- 1889年（明治22年）4月1日 - 町村制施行に伴い、北海部郡一尺屋村が単独で自治体を形成。
- 1955年（昭和30年）1月1日 - 佐賀関町、神崎村、一尺屋村が新設合併し、新たな佐賀関町が発足。

## 交通
※消滅直前のデータ

### 鉄道
なし（最寄駅は臼杵市にある日豊本線の佐志生駅）